# Burlington (Michigan)
Burlington – wieś w Stanach Zjednoczonych, w stanie Michigan, w hrabstwie Calhoun.